# Yoshi's Cookie
Yoshi's Cookie (ヨッシーのクッキー - Yoshi no Cookie en japonais) est un jeu vidéo de puzzle développé par TOSE et édité par Nintendo pour la Nintendo Entertainment System (NES) et la Game Boy en 1992. Le jeu a été réédité sur Super Nintendo en 1993, cette fois-ci développé et édité par Bullet-Proof Software.
Le jeu s'est vendu à 1,12 million d'exemplaires sur NES et à 1,54 million d'exemplaires sur Game Boy.
Alexey Pajitnov, le créateur de Tetris, a participé au développement.

## Système de jeu
Le joueur contrôle Yoshi de l'univers des jeux vidéo Mario. Le jeu se déroule dans une usine de biscuits dans laquelle travaillent Mario et Yoshi. Il doit faire  s'aligner horizontalement ou verticalement des biscuits identiques parmi un tas de biscuits apparaissant aléatoirement pour les faire disparaitre. À chaque nouveau niveau, la vitesse d'apparition des nouveaux biscuits augmente, et à chaque nouveau stage au sein des niveaux, il y a plus de biscuits présents dès le départ.